# ジュリエットの男
『ジュリエットの男』は、朝鮮語原題では《줄리엣의 남자》（ジュリエットエ　ナムジャ）、2000年に韓国の放送局のSBSで放送された、全17話の連続テレビドラマである。
平均視聴率25.7%。
毎週水、木、夜21時55分に放送されたSBSミニシリーズ

## 登場人物

### 主要人物
チャン・ギプン(デパートの債権者)
演 - チャ・テヒョン (차태현)、日本語吹替 -

ソン・チェリン(デパート社長)
演 - イェ・ジウォン (예지원)、日本語吹替 -

チェ・スンウ(チェリンの婚約者)
演 - チ・ジニ (지진희)、日本語吹替 -

ソ・チャンビ(女子大生)
演 - キム・ミニ (김민희)、日本語吹替
ヤン・ミラ(デパート副社長)
演 - キム・ソンリョン (김성령)、日本語吹替 -

チャン・サンプ(ギフンの祖父)
演 - シン・グ (신구)、日本語吹替 -
シン・ボッキュ(ミラの側近)
演 - チョ・ジェヒョン (조재현)、日本語吹替 -

### その他
パク・ヨンジ　　(박영지)
キム・スンウク　(김승욱)
ソ・ボムシク　　(서범식)
イ・ジョンギル　(이정길)

## 製作
撮影スケジュール

ロケ

脚本
- 主題歌：Space A(스페이스 에이)-いくつかの欲(어떤 욕심【おっとん　よくし】)
- 挿入歌：チョ・ヨンソン(지영선) - いっそ(차라리【ちゃらり】)
- 挿入歌：Zeil - 世界の中に(세상속으로【せさんちょぐろ】)

- 作曲：

## 備考
チ・ジニ
デビュー作品であり当時27歳。デビュー前はフォトグラファーであり、演劇の経験はなく、この作品が初演技である。
チョ・ジェヒョン
ブレイクする前の出演のため、見逃してしまう可能性がある役柄